# Karel Aguilar Chacón
Karel Aguilar Chacón (Camagüey, 5 de abril de 1980) es un deportista cubano que compitió en piragüismo en la modalidad de aguas tranquilas.
Ganó cuatro medallas en el Campeonato Mundial de Piragüismo en los años 2005 y 2007. En los Juegos Panamericanos conisiguió cuatro medallas entre los años 2003 y 2011.

## Palmarés internacional
| Campeonato Mundial   | Campeonato Mundial              | Campeonato Mundial | Campeonato Mundial |
| Año                  | Lugar                           | Medalla            | Competición        |
| -------------------- | ------------------------------- | ------------------ | ------------------ |
| 2005                 | Zagreb (Croacia)                | Medalla de bronce  | C2 200 m           |
| 2005                 | Zagreb (Croacia)                | Medalla de bronce  | C2 500 m           |
| 2005                 | Zagreb (Croacia)                | Medalla de plata   | C2 1000 m          |
| 2007                 | Duisburgo (Alemania)            | Medalla de plata   | C2 1000 m          |
| Juegos Panamericanos |                                 |                    |                    |
| Año                  | Lugar                           | Medalla            | Competición        |
| 2003                 | Santo Domingo (Rep. Dominicana) | Medalla de oro     | C1 500 m           |
| 2007                 | Río de Janeiro (Brasil)         | Medalla de oro     | C2 500 m           |
| 2007                 | Río de Janeiro (Brasil)         | Medalla de oro     | C2 1000 m          |
| 2011                 | Guadalajara (México)            | Medalla de oro     | C2 1000 m          |